# Международный кинофестиваль в Мельбурне
Международный кинофестиваль в Мельбурне (англ. Melbourne International Film Festival, MIFF) − ежегодный международный кинофестиваль, который проходит в Мельбурне (Австралия) с 1952 года, и наряду с Каннским и Берлинским является одним из старейших кинофестивалей мира.

## История
Фестиваль был основан в 1952 году. Мельбурнский кинофестиваль включает в конкурсную программу прежде всего короткометражные фильмы, но в последние годы и полнометражные, для которых созданы специальные тематические секции.
Победители в категориях для короткометражных фильмов автоматически попадают в список претендентов на премию Американской академии кинематографических искусств и наук «Оскар».
С 2013 году фестиваль имеет аккредитации Британской академии кино и телевизионных искусств (BAFTA) и Австралийской академии кинематографа и телевидения (AACTA).

## Программа кинофестиваля
Программа фестиваля состоит из следующих категорий:
- Международная панорама — обзор мирового кино;
- Телескоп − обзор фильмов из стран ЕС;
- Австралийская витрина — обзор отечественного кино;
- NextGen — категория фильмов, нацеленная на молодых зрителей;
- Акцент на Азии — демонстрация фильмов Азиатско-Тихоокеанского региона;
- Внутри КНДР — демонстрация фильмов про жизнь в Северной Корее:
- Активизм в кино — обзор фильмов о политике;
- Backbeat — обзор мюзиклов;
- Night Shift — обзор триллеров и ужасов;
- Shining Violence — обзор итальянских фильмов поджанра джалло.
- This Sporting Life — категория фильмов спортивной тематики;
- Анимация;
- Документальное кино;
- Short Film Packages — категория короткометражных фильмов;
- Специальная категория[5].

## Призы и премии кинофестиваля
- Премия за лучший короткометражный фильм;
- Приз австралийском режиссеру-новичку;
- Премия за лучший австралийский короткометражный фильм;
- Премия за лучший анимационный фильм;
- Премия за лучший игровой короткометражный фильм;
- Премия за лучший документальный фильм;
- Приз зрительских симпатий за лучший художественный фильм;
- Приз зрительских симпатий за лучший документальный фильм;
- Приз за лучший экспериментальный короткометражный фильм;
- Приз за лучший студенческий фильм;
- Приз за лучший короткометражный фильм о правах человека;
- Гран-при.